# Yasika
Yasika (Yasica), pleme iz grupe Matagalpa Indijanaca iz Nikaragve. Pleme je po mitu dobilo ime po Yasici, kćerki jednog ratika iz plemena Matagalpa. Prema mitu Yasica i Yaguare, sin plemenskog princa, umorni od stalnih napada Sumo Indijanaca, u konzultaciji sa Sukiom (Sukia), plemenskim svećenikom, kanuom su se povukli podno planine Apante uz rijeku Matagalpa. Njih dvoje podarili su nekolicinu djece, koja su se ženila s lokalnim stanovnicima i osnovala nekoliko malenih plemena, njihova imena su:  Matagalpa, Molagüina and Solingalpa.

## Vanjske poveznice
- The Leyend of Yasica and Yaguare, who founded Matagalpa